# Marek Jiras
Marek Jiras (Praga, 18 de agosto de 1978) es un deportista checo que compitió en piragüismo en la modalidad de eslalon.
Participó en los Juegos Olímpicos de Sídney 2000, obteniendo una medalla de bronce en la prueba de C2 individual. Ganó 9 medallas en el Campeonato Mundial de Piragüismo en Eslalon entre los años 1993 y 2007, y 7 medallas en el Campeonato Europeo de Piragüismo en Eslalon entre los años 2000 y 2009.

## Palmarés internacional
| Juegos Olímpicos   | Juegos Olímpicos                 | Juegos Olímpicos  | Juegos Olímpicos |
| Año                | Lugar                            | Medalla           | Competición      |
| ------------------ | -------------------------------- | ----------------- | ---------------- |
| 2000               | Sídney (Australia)               | Medalla de bronce | C2 individual    |
| Campeonato Mundial |                                  |                   |                  |
| Año                | Lugar                            | Medalla           | Competición      |
| 1993               | Mezzana (Italia)                 | Medalla de oro    | C2 por equipos   |
| 1997               | Três Coroas (Brasil)             | Medalla de plata  | C2 por equipos   |
| 1999               | Seo de Urgel (España)            | Medalla de oro    | C2 individual    |
| 1999               | Seo de Urgel (España)            | Medalla de oro    | C2 por equipos   |
| 2002               | Bourg-Saint-Maurice (Francia)    | Medalla de bronce | C2 individual    |
| 2003               | Augsburgo (Alemania)             | Medalla de oro    | C2 por equipos   |
| 2005               | Penrith (Australia)              | Medalla de plata  | C2 por equipos   |
| 2006               | Praga (República Checa)          | Medalla de oro    | C2 por equipos   |
| 2007               | Foz do Iguaçu (Brasil)           | Medalla de oro    | C2 por equipos   |
| Campeonato Europeo |                                  |                   |                  |
| Año                | Lugar                            | Medalla           | Competición      |
| 2000               | Mezzana (Italia)                 | Medalla de bronce | C2 por equipos   |
| 2002               | Bratislava (Eslovaquia)          | Medalla de plata  | C2 individual    |
| 2004               | Skopie (Macedonia)               | Medalla de oro    | C2 por equipos   |
| 2005               | Tacen (Eslovenia)                | Medalla de plata  | C2 individual    |
| 2006               | L'Argentière-la-Bessée (Francia) | Medalla de bronce | C2 por equipos   |
| 2007               | Liptovský Mikuláš (Eslovaquia)   | Medalla de plata  | C2 por equipos   |
| 2009               | Nottingham (Reino Unido)         | Medalla de oro    | C2 por equipos   |